# Fauglia
Fauglia est une commune italienne d'environ 3 600 habitants située dans la province de Pise dans la région Toscane en Italie centrale.

## Culture
En 2009, ouvre le musée Giorgio Kienerk.

## Administration
| Période                                  | Période | Identité | Étiquette | Qualité |
| ---------------------------------------- | ------- | -------- | --------- | ------- |
|                                          |         |          |           |         |
| Les données manquantes sont à compléter. |         |          |           |         |

### Hameaux
Poggio Pallone, Valtriano, Acciaiolo, Luciana, Santo Regolo, I Poggetti, Vallicelle

### Communes limitrophes
Collesalvetti, Crespina, Lorenzana, Orciano Pisano